# Серебрянская ГЭС-2
Серебрянская ГЭС-2 — гидроэлектростанция в Мурманской области России. Расположена на реке Воронья. Является нижней ступенью каскада Серебрянских ГЭС. Входит в состав Каскада Туломских и Серебрянских ГЭС ПАО «ТГК-1».
Серебрянская ГЭС-2 образует Серебрянское водохранилище. ГЭС расположена в 26 км от устья.

## История
Строительство ГЭС началось в 1968 году. Первый гидроагрегат пущен в 1972. Строительство закончилось в 1973. ГЭС построена по плотинно-деривационной схеме.
Состав сооружений ГЭС:
- каменно-земляная плотина длиной 1720 м и наибольшей высотой 65 м;
- водосбросная бетонная плотина длиной 48 м;
- строительная труба в теле земляной плотины;
- водоприемник;
- 3 металлических водовода длиной по 177 м;
- здание ГЭС длиной 60 м;
- отводящий канал длиной 543 м.

Мощность ГЭС — 156 МВт, среднегодовая выработка — 530,1 млн кВт·ч. В здании ГЭС установлено 3 поворотно-лопастных гидроагрегата мощностью по 52 МВт, работающих при расчетном напоре 62,5 м. Напорные сооружения ГЭС (длина напорного фронта 1,8 м) образуют водохранилище площадью 26 км², полной и полезной емкостью 428 и 5 млн м³. При создании водохранилища было затоплено 10 га сельхозугодий.
Водоприемник имеет 3 отверстия размером 5,5 × 6 м каждое, от которого по 3-м металлическим трубопроводам длиной по 177 м и диаметром 5,6-5,2 м вода подается к турбинам ГЭС. В здание ГЭС уложено 12,3 тыс. м3 бетона.
Каменно-земляная плотина длиной 1720 м и наибольшей высотой 65 м. В плотину отсыпано 2 750 м3 грунта.
Объемы выполненных работ:
- выемка мягкого грунта — 1 596 м³;
- выемка скального грунта — 566 тыс. м³;
- насыпь мягкого грунта — 2 296 тыс. м³;
- каменные наброски, дренажи, фильтры — 356 тыс. м³;
- бетон и железобетон — 66 тыс. м³;
- металлоконструкции и механизмы — 4,48 тыс. тонн.

Стоимость строительства:
- Сметная стоимость строительства в ценах 1961 года — 66,9 млн руб.
- Строительство гидротехнических сооружений — 66,9 млн руб.
- Строительно-монтажные работы — 48 млн руб.
- Жилкультбытстроительство — 4 млн руб.
- Капиталовложения в энергетику — 189,3 млн руб. (вместе с ГЭС-1[1])
- Удельные капиталовложения:
  - на 1 уст. кВт — 540 руб.;
  - на 1 кВт.ч — 17,7 коп.